# Nain de jardin
Pour les articles homonymes, voir Nain.

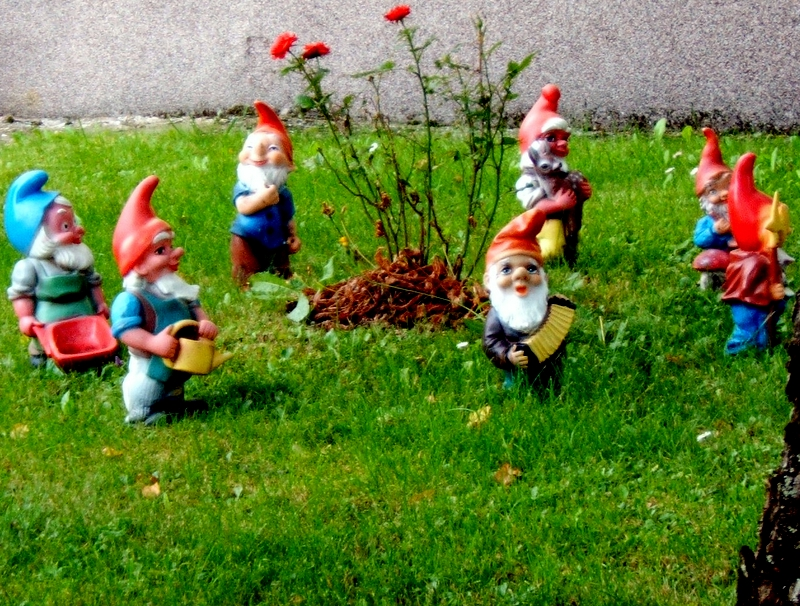
Des nains de jardin en balade dans un jardin.

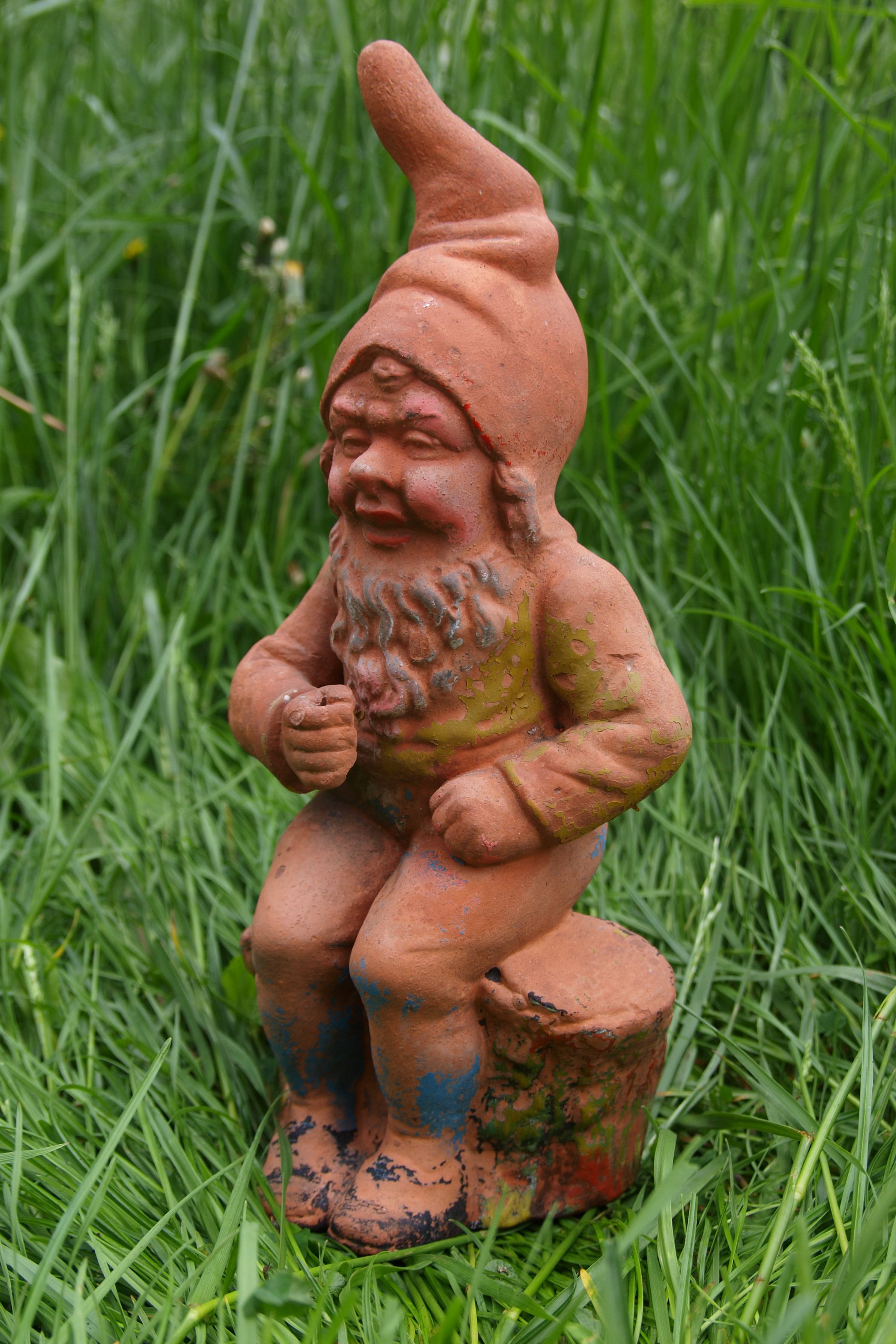
Nain de jardin allemand traditionnel.

Un nain de jardin est une représentation d'une petite créature du folklore (nain, gnome, lutin, nisse, etc.) sous forme d'une statue de petite taille, utilisée pour décorer certains jardins. Un collectionneur de nains de jardin est appelé « nanomane ».

## Description
Traditionnellement, un nain de jardin possède une barbe blanche, un visage au teint rose et un bonnet rouge ; il est vêtu d'un pantalon et d'un tricot de couleurs différentes. Il existe diverses qualités de nains de jardin, de la véritable sculpture à la statue en plastique produite industriellement.
Le concept du nain de jardin prenant vie est récurrent dans la littérature pour enfants et les séries télévisées.

## Historique

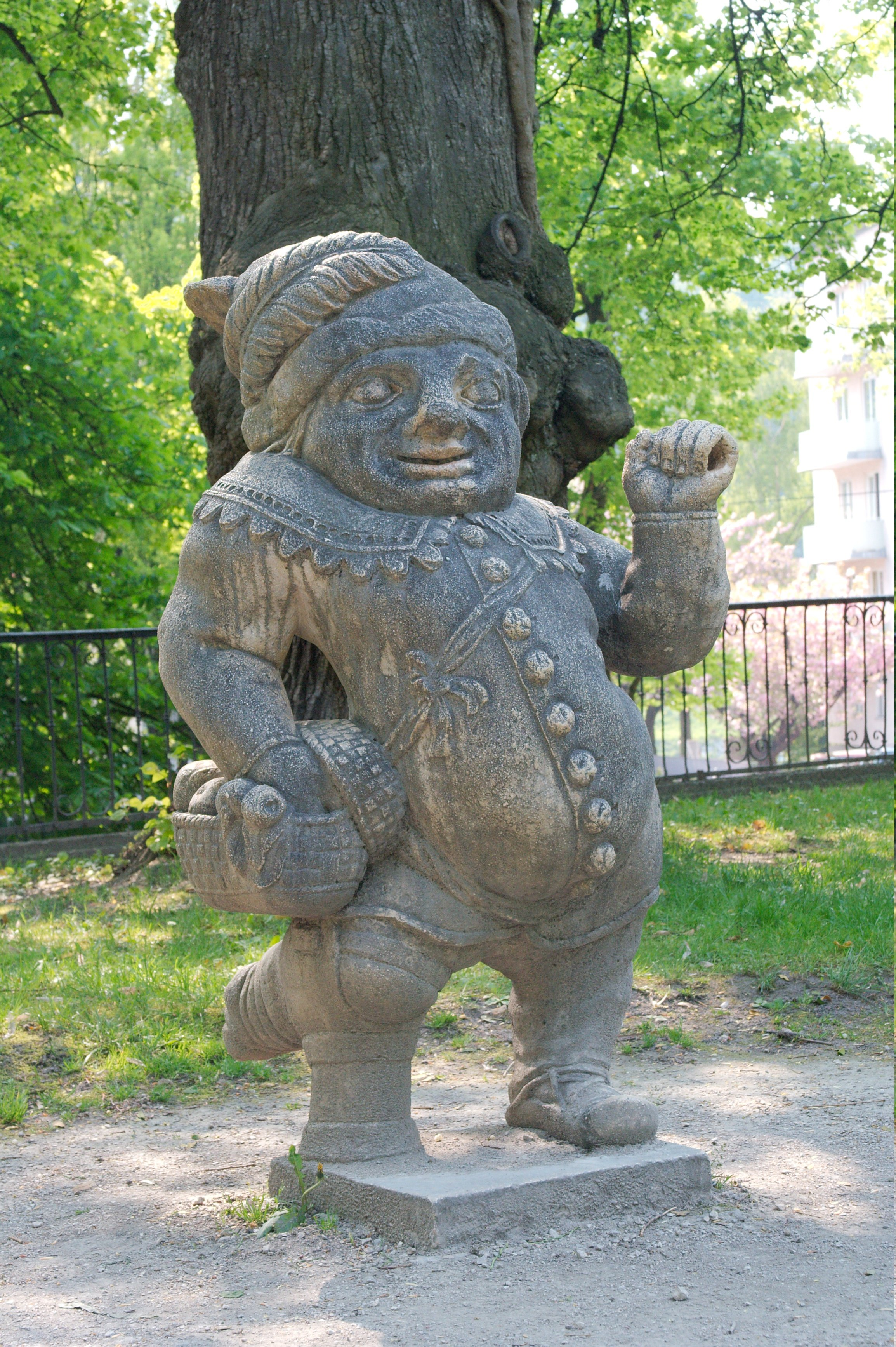
Statue d'un personnage de Turc nain à jambe de bois dans le jardin des nains du parc du château Mirabell, à Salzbourg.

Les nains de jardin apparaissent à la Renaissance : ils proviennent de l'image légendaire de pygmées travaillant dans les mines de métaux précieux de Cappadoce au XVe siècle et auxquels les exploitants des mines inventent des statuettes en bois à leur effigie (bonnets rouges emplis de paille pour les protéger des éboulis, vêtements de couleur vive pour être repérables sous terre) jouant le rôle de gardiens protecteurs contre les forces maléfiques du monde souterrain.
Les plus anciens nains de jardin, conçus par Johann Bernhard Fischer von Erlach entre 1690 et 1695, sont des statuettes en marbre conservées au château Mirabell, à Salzbourg en Autriche.
La production industrielle de nains de jardin en céramique est apparue en Allemagne (notamment à Gräfenroda en Thuringe, avec Philipp Griebel et August Heissner vers 1872,) et en Suisse au XVIIIe siècle, puis s'est développée en Rhénanie, Alsace, Autriche, au Royaume-Uni en 1847 par Sir Charles Isham, lorsque celui-ci rapporte 21 personnages en terre cuite d'un voyage en Allemagne, et les dispose pour orner le jardin de sa maison dans le Northamptonshire.
La diffusion des nains de jardin se développe en Europe avec le film Blanche-Neige et les Sept Nains (1937) dans l'immédiat après-guerre. En Allemagne, le nombre de nains de jardin est estimé à plus de 20 000 000.

## Dans la culture populaire

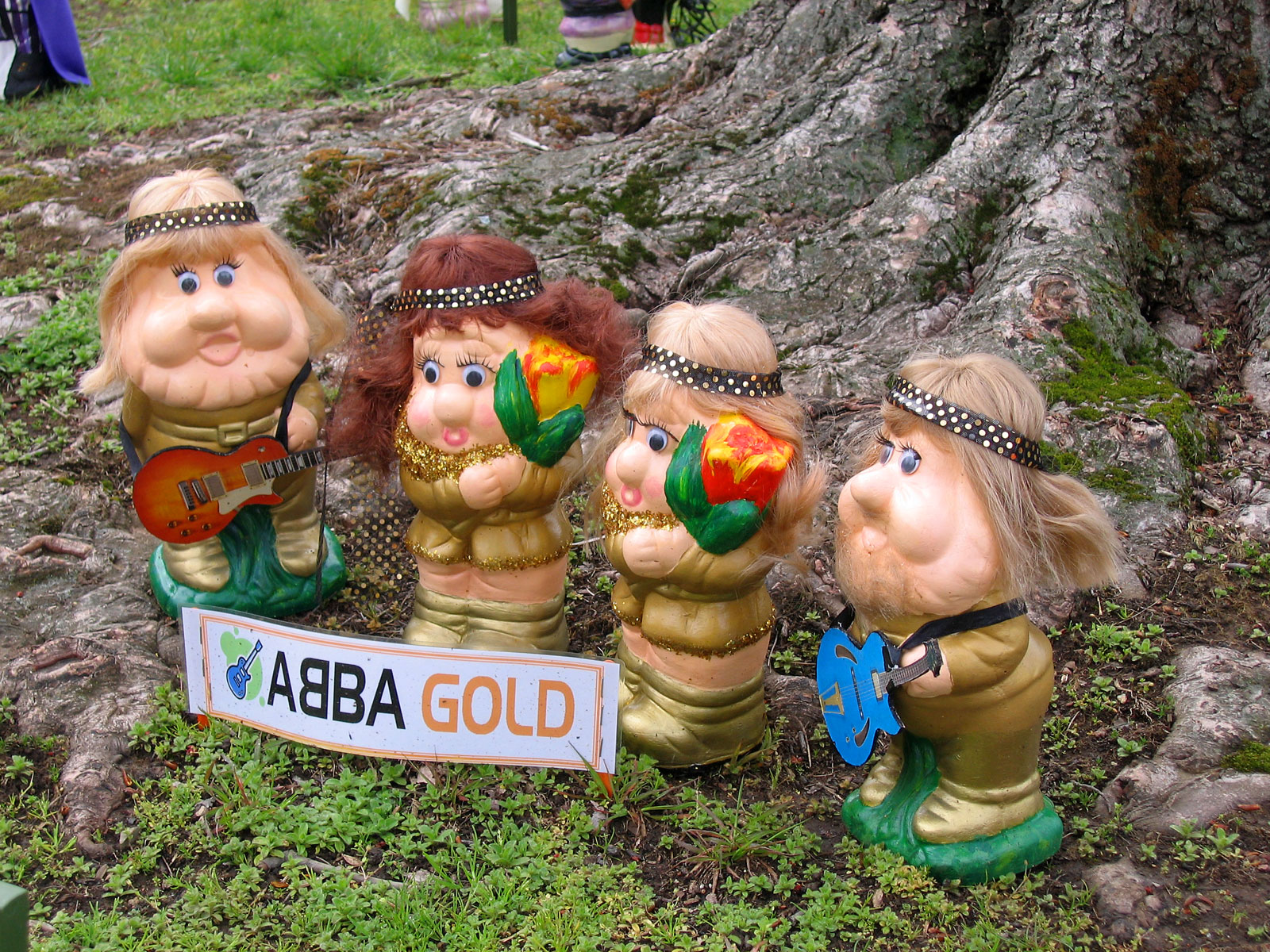
Des nains de jardin à l'image des quatre membres du groupe musical ABBA.

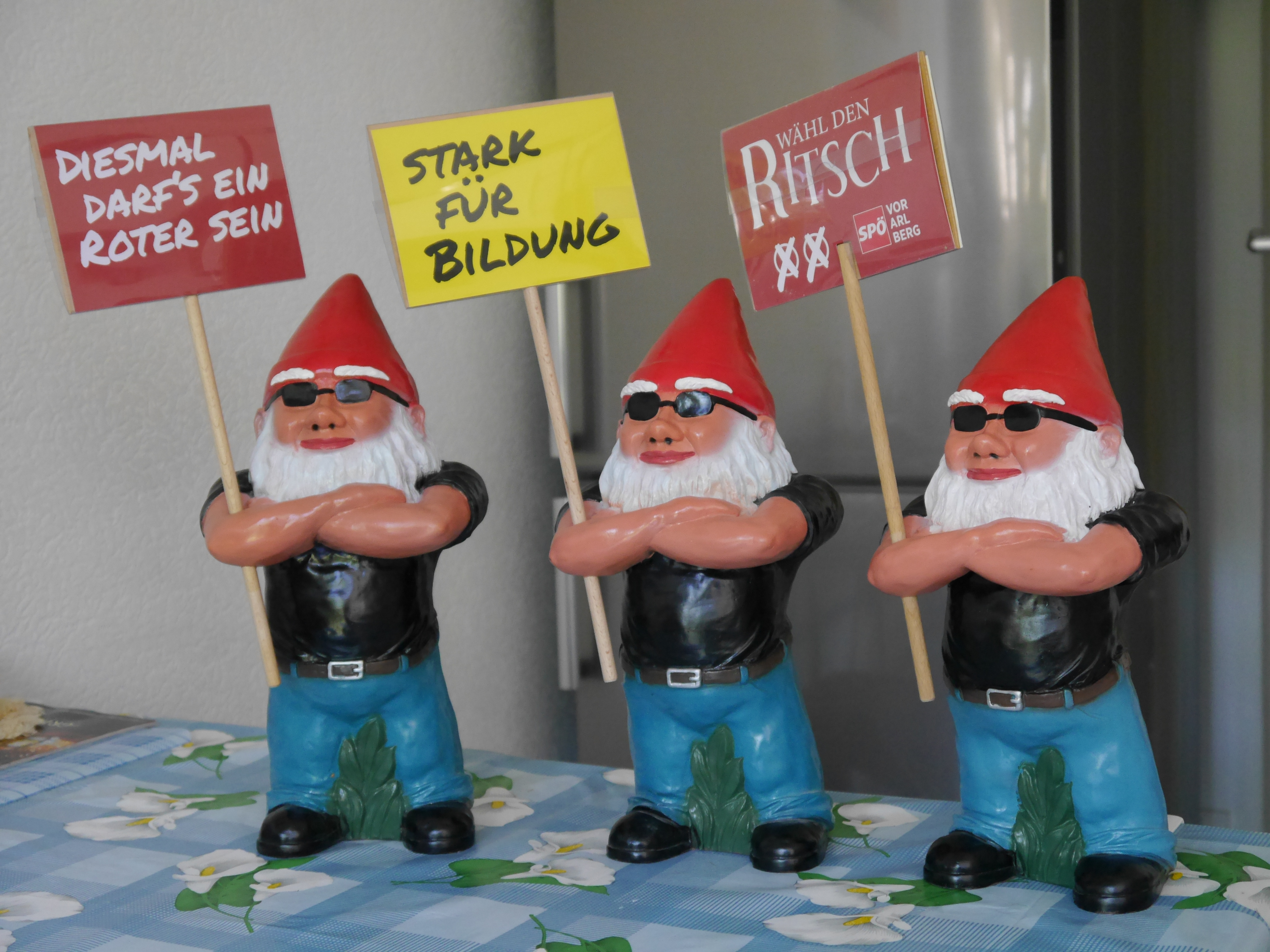
Des nains de jardin protestataires (« Coolmen garden gnomes »).

### Cinéma
- Dans l'adaptation du conte des frères Grimm de David Kerrick Hand par Dorothy Ann Blank (1938)
- Dans Le Fabuleux Destin d'Amélie Poulain (2001) de Jean-Pierre Jeunet, un nain de jardin est utilisé comme élément scénaristique. Au cours du film, Amélie Poulain (Audrey Tautou) joue un tour à son père passionné de nains de jardin, avec la farce du nain voyageur.
- Dans le film d'animation Gnoméo et Juliette (2011) de Kelly Asbury.
- Dans Chair de poule, le film (2015) de Rob Letterman, des nains de jardin prennent vie.

### Dessin animé
- Dans Martin Mystère (saison 3, épisode 9) « La Revanche des Nains de Jardin » (2005), des nains de jardin prennent vie et sèment le chaos dans une ville.

### Bande dessinée
- Dans la bande dessinée Les Nains de jardin (1996) de Mazan.

### Musique
- Dans Prophètes et Nains de jardin (1996), le titre d'un album du groupe Ludwig von 88.
- Dans Les nains de jardin, une chanson du groupe Merzhin, sortie sur leur album Première Lune (1999).
- Dans Mon nain de jardin, une chanson de Renaud, sortie sur son album Boucan d'enfer (2002).